# Questi giovani
Questi giovani (Youth) è un racconto di fantascienza del 1952 di Isaac Asimov. Pubblicato per la prima volta nel maggio del 1952 sulla rivista Space Science Fiction, è stato poi incluso nella raccolta di storie brevi Maledetti marziani (The Martian Way & Other Stories 1955). In Italia è stato pubblicato per la prima volta sulla rivista Gamma N. 14 - Odissea nello Spazio (1967).
Nel racconto Asimov narra le vicende legate a un incontro con vita extraterrestre.

## Trama
Red e Slim sono due giovani che si trovano a fare amicizia nella proprietà di campagna del padre del primo, un industriale, che aveva accolto il padre del secondo, un astronomo, entrambi in attesa di un incontro molto speciale: la visita di esseri alieni (Arturiani), provenienti dallo spazio, in contatto già da tempo con l'Astronomo. La nave spaziale dei visitatori però, trovandosi ad affrontare un'atmosfera più spessa di quella mediamente preimpostata sul computer di bordo, perde il controllo e si schianta al suolo. Dei diciannove membri dell'equipaggio si salvano in due: un esploratore e un mercante.
Red, udita l'esplosione dell'astronave al rientro nell'atmosfera, va a controllare la zona dell'incidente e trova i due alieni svenuti, eiettati fuori dal velivolo, prima dello schianto. Essendo gli arturiani 10 volte più piccoli del ragazzo, quest'ultimo li afferra pensando di poter avere successo, grazie proprio alla loro stranezza, esibendoli in un circo. I due poveri malcapitati non si ribellano né usano il disintegratore in loro possesso, per non far infuriare la popolazione indigena. Red li rinchiude in una gabbietta e va a chiamare il suo nuovo migliore amico Slim, per coinvolgerlo nel suo proposito di lavorare in un circo.
L'Astronomo e l'Industriale, non vedendo arrivare i visitatori dallo spazio, si insospettiscono e nei dintorni della proprietà trovano l'astronave abbattuta. I due decidono di dimenticarsi della questione, per evitare un inutile scompiglio pubblico. Anche i due ragazzi però, seguendo i genitori, trovano il rottame dell'astronave; capiscono così che gli esserini in realtà non sono del loro pianeta. Red e Slim, dopo aver scoperto che gli alieni erano intelligenti e attesi dai genitori, presi dal panico, decidono di risolvere il guaio che avevano combinato.
I due amici tornano al capanno in cui era nascosta la gabbietta ma vengono sorpresi dalla madre di Red alle prese con gli arturiani. La donna, completamente sconvolta, va a chiamare il marito. L'Astronomo e l'Industriale arrivano al fienile, e liberano i loro ospiti. La conversazione tuttavia non potrà dilungarsi molto: i due alieni, non potendo sopravvivere per molto tempo alle condizioni ambientali avverse del pianeta, sono infatti costretti a ripartire subito con l'astronave pur seriamente danneggiata. Il racconto si conclude svelando che i due arturiani in realtà sono due esseri umani, in esplorazione dello spazio, mentre Red, Slim e tutti gli altri esseri del pianeta sono i veri extraterrestri.

## Gli alieni
Questo è uno dei pochi racconti in cui Asimov parla di vita extraterrestre. Un altro è Vittoria involontaria.
Come in quest'ultimo, gli alieni non vengono mai descritti esplicitamente dato che la loro forma non ha nulla che può essere paragonata a quella di un essere vivente terrestre.
Il pianeta viene descritto come molto più grande della Terra, delle dimensioni simili ad un pianeta di tipo gioviano, eppure, molto poco denso, tanto che gli esseri umani non percepiscono il minimo cambiamento della gravità da un pianeta di tipo terrestre su cui abitano di solito. L'atmosfera è molto densa ed è costituita prevalentemente da acqua e ossigeno.
Molto prima dell'inizio della storia, gli alieni hanno vissuto un terribile periodo di guerra nel quale sono state usate armi atomiche e le prime due bombe sono cadute sulle Isole d'oriente. Al momento del racconto la loro società si trova in uno stato di quiete planetaria, dominato dall'immobilismo scientifico e sociale. L'anatomia vera e propria degli extraterrestri viene taciuta fino alla fine del racconto e si comprende la reale natura degli alieni, in realtà esseri umani, attraverso il commento dell'Esploratore disgustato da quei mostri:
Nell'ultimo capitolo un ulteriore passaggio riferito al giovane Red rivela la vera natura degli extraterrestri: